# 島田義彦
島田 義彦（しまだ よしひこ、1953年（昭和28年） - ）は、日本の実業家。株式会社東武百貨店代表取締役社長を務めた。

## 人物・経歴
東京都出身。1976年日本大学芸術学部卒業、東武百貨店入社。2009年取締役経理部長兼情報システム部長。2013年常務取締役。2014年専務取締役。2015年から代表取締役社長を務め、業績不振を受け大規模なリストラを進めた。